# Krzypnica
Krzypnica (deutsch Kranzfelde) ist ein Dorf in der Woiwodschaft Westpommern in Polen. Es gehört zur Gmina Widuchowa (Gemeinde Fiddichow) im Powiat Gryfiński (Greifenhagener Kreis).

## Geographische Lage
Das Dorf liegt in Hinterpommern, sechs Kilometer östlich des hier vielverzweigten Oder-Stroms, etwa  acht Kilometer südsüdwestlich von Gryfino (Greifenhagen),  sechs Kilometer südöstlich von Gartz (Oder), neun Kilometer nordnordöstlich von Widuchowa (Fiddichow) und vier Kilometer nordöstlich von Marwice (Marwitz).

## Geschichte
Der Gutsbesitzer und Ökonom Karl Kranz († 1835) auf Brusenfelde legte im Jahr 1829 auf einem Teil des ihm gehörenden Grundbesitzes die nach ihm benannte Siedlung Cranzfelde an.
Bis 1945 bildete Kranzfelde eine Landgemeinde im Landkreis Greifenhagen der preußischen Provinz Pommern. Kranzfelde war dem Amtsbezirk Brusenfelde zugeordnet. 
Gegen Ende des Zweiten Weltkriegs wurde Kranzfelde von der Roten Armee eingenommen. Nach dem Zweiten Weltkrieg kam Kranzfelde, wie ganz Hinterpommern, an Polen. Kranzfelde erhielt den polnischen Ortsnamen „Krzypnica“. Die Bevölkerung wurde vertrieben.

## Demographie
| Jahr | Einwohner | Anmerkungen                                                              |
| ---- | --------- | ------------------------------------------------------------------------ |
| 1852 | 291       | Kolonie                                                                  |
| 1864 | 380       | auf einer Gemarkungsfläche von 738 Morgen; 39 Wohngebäude, 36 Kolonisten |
| 1867 | 389       | Kolonie, am 3. Dezember                                                  |
| 1871 | 361       | am 1. Dezember, sämtlich Evangelische                                    |
| 1910 | 286       | am 1. Dezember                                                           |
| 1925 | 275       | sämtlich Evangelische                                                    |
| 1933 | 259       | [ 9 ]                                                                    |
| 1939 | 266       | [ 9 ]                                                                    |

## Kirchspiel
Die hier bis 1945 anwesende Einwohnerschaft war evangelischer Konfession und in Brusenfelde eingepfarrt.

## Söhne und Töchter des Ortes
- Willy Hameister (1889–1938), deutscher Kameramann, Veteran der Kinematographie